# Günter Otterpohl
Günter Otterpohl (* 31. Mai 1932 in Magdeburg; † 11. April 2005) war ein deutscher Politiker (CDU). Er war von 1990 bis 1994 Mitglied im Landtag Sachsen-Anhalt.

## Ausbildung und Leben
Günther Otterpohl machte eine Lehre als Chemielaborant. Ein Fernstudium an einer Fachschule schloss er als Ingenieur für ehern. Technologie ab. Nach dem Lehrabschluss war er für den Aufbau einer Abteilung „Pharmazeutische Ampullierung“ zuständig und arbeitete zeitweilig in der pharmazeutischen Forschung. Nach Abschluss des Studiums war er kommissarisch Abteilungsleiter und später Abteilungsleiter der Ampullierungsabteilung.
Günther Otterpohl war römisch-katholischer Konfession. Er war verheiratet und hatte einen Sohn.

## Politik
Günther Otterpohl war seit 1961 Mitglied der CDU. Er wurde bei der ersten Landtagswahl in Sachsen-Anhalt 1990 im Landtagswahlkreis Magdeburg V (WK 16) direkt in den Landtag gewählt.